# Resolução 221 do Conselho de Segurança das Nações Unidas
A Resolução 221 do Conselho de Segurança das Nações Unidas aprovada em 9 de abril de 1966, após recordar as resoluções anteriores sobre o tema (inclusive a provisão para um embargo de petróleo), o Conselho estava gravemente preocupado com o fato de que a Rodésia do Sul poderia receber um grande suprimento de petróleo quando um petroleiro chegava à Beira e outro estava a caminho.
O Conselho convidou Portugal a não impedir que o petróleo seja bombeado através do gasoduto da Companhia do Pipeline Moçambique Rodésias para a Rodésia do Sul. Exortou a todos os Estados a assegurar o desvio de embarcações razoavelmente acreditadas para transportar petróleo destinado à Rodésia do Sul. A resolução também pediu ao governo do Reino Unido para impedir, por força, se necessário, a chegada à Beira de navios razoavelmente acreditados para transportar petróleo destinado à Rodésia do Sul.
A Resolução 221 é aprovada por dez votos a zero; A República Popular da Bulgária, França, Mali, União Soviética e o Uruguai abstiveram-se de votar.